# Black Mountain National Park
Black Mountain National Park är en park i Australien. Den ligger i kommunen Cook och delstaten Queensland, omkring 1 500 kilometer nordväst om delstatshuvudstaden Brisbane.
Trakten runt Black Mountain National Park är nära nog obefolkad, med mindre än två invånare per kvadratkilometer.. Närmaste större samhälle är Rossville, nära Black Mountain National Park.
I omgivningarna runt Black Mountain National Park växer huvudsakligen savannskog. Genomsnittlig årsnederbörd är 1 556 millimeter. Den regnigaste månaden är mars, med i genomsnitt 390 mm nederbörd, och den torraste är september, med 11 mm nederbörd.